# Quark
Quarks zijn elementaire deeltjes, subatomaire deeltjes die de bouwstenen vormen van hadronen. 

## Omschrijving
Er bestaan zes soorten, ook wel smaken genoemd, quarks: voor elke 'generatie' van elementaire deeltjes een paar. De drie paren worden aangeduid door de Engelse namen up en down; charm en strange; top en bottom (ook wel respectievelijk truth en beauty genoemd). (Nederlands: op, neer, tover, vreemd, top, bodem.) De up, charm en top-quark hebben een elektrische lading van +2/3 elementaire lading, de down, strange en bottom-quark hebben een elektrische lading van -1/3. Voor elke quark bestaat er als antideeltje een antiquark, met de tegengestelde lading. Quarks hebben spin ±½ en zijn dus fermionen. Het bestaan van quarks werd in 1964 voorspeld door de fysicus Murray Gell-Mann, waarvoor hij in 1969 de Nobelprijs ontving. Volgens een theoretisch model, voorgesteld door Jogesh Pati en Abdus Salam, zouden quarks opgebouwd zijn uit een nog kleiner deeltje: het preon. Hiervoor is echter nog geen experimenteel bewijs gevonden.

## Voorkomen

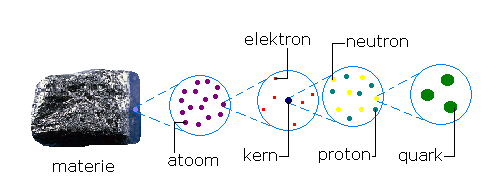
Opbouw van materie

Alledaagse, normale materie is opgebouwd uit de lichtste quarks, up en down. De op een na lichtste quarks – charm en strange – zitten ook in deeltjes uit kosmische straling. De top- en bottomquarks komen alleen onder extreme omstandigheden voor: in deeltjesversnellers en bij de oerknal. Ze hebben veel meer energie (zijn zwaarder) dan de up en down.
Quarks zijn nooit individueel waargenomen, maar alleen in samengestelde deeltjes. Experimenten in deeltjesversnellers geven wel aanwijzingen voor het bestaan van quarks. Quarks zijn de bouwstenen van deeltjes die hadronen worden genoemd. Een meson bestaat uit een quark en een antiquark; een baryon bestaat uit drie quarks of drie antiquarks.
- Protonen zijn opgebouwd uit één downquark en twee upquarks; de totale lading komt dan op +1 elementaire lading.
- Neutronen bestaan uit twee downquarks en één upquark, met een totale lading van 0. Dat maakt ze neutraal.

Quarks worden bij elkaar gehouden door gluonen (van het Engelse glue, 'lijm'). Aangenomen wordt dat de aantrekkende kracht tussen quarks groter wordt, naarmate de onderlinge afstand groter wordt (zoals bij een veer).
In de quarktheorie bestaan ook deeltjes die bestaan uit drie upquarks. Doordat quarks fermionen zijn is dit in strijd met het uitsluitingsprincipe van Pauli (Er kunnen zich niet drie fermionen in dezelfde toestand bevinden). Om dit te ondervangen is het begrip kleurlading geïntroduceerd; dit heeft echter geen relatie met kleur zoals we die in het dagelijks leven kennen. De drie kleurladingen zijn rood, groen en blauw. Antiquarks hebben een antikleurlading (antirood, antiblauw, antigroen). Gluonen kunnen kleurlading transporteren, waardoor ze de eigenschap van een quark kunnen veranderen.
Deeltjes die zijn opgebouwd uit quarks moeten kleurneutraal zijn. Er zijn nog nooit uit quarks bestaande deeltjes aangetoond die niet kleurneutraal zijn.
Kleurneutraal betekent dat een deeltje geen netto kleurlading heeft. Zo zijn de drie kleuren rood, groen en blauw samen kleurneutraal; een kleur en zijn corresponderende antikleur zijn samen ook kleurneutraal. Dit impliceert dat een quark nooit op zichzelf kan bestaan, een enkele quark kan immers nooit kleurneutraal zijn. De bovengenoemde mesonen en baryonen zijn wel kleurneutraal (respectievelijk kleur+antikleur en driekleurig).
De kleurentheorie heeft een puur theoretische basis en is nooit waargenomen (alle waarneembare deeltjes zijn immers kleurneutraal). De rechtvaardiging van de theorie is dan ook dat deze een consistent model opbouwt van de kerndeeltjes.
In 2003 meldden wetenschappers de mogelijke ontdekking van een nieuw soort deeltje: de pentaquark, bestaande uit vier quarks en een antiquark.
De deeltjesfysicagemeenschap als geheel achtte hun bestaan in 2006 niet zo waarschijnlijk, en was in 2008 met overweldigende meerderheid van mening dat er geen bewijs was voor het bestaan van de gemelde pentaquarks.
In 2015 is de pentaquark gevonden bij experimenten met de Large Hadron Collider. Het betrof hier een combinatie van twee upquarks, een downquark, een charmquark en een anticharmquark. De vaststelling gebeurde met een statistische zekerheid van 15σ.

## Modellen
De kracht die quarks bij elkaar houdt in het samengestelde deeltje heet de sterke kernkracht. De quarks wisselen onderling krachtvoerende deeltjes uit. De krachtvoerende deeltjes heten gluonen, naar het Engelse woord 'glue'. Hoe verder weg twee quarks uit elkaar gaan, hoe meer energie in dit krachtveld gaat zitten. Hierdoor komt een quark nooit alleen voor, want als quarks uit elkaar getrokken worden, gaat daar zoveel energie in zitten dat deze energie in massa wordt omgezet en weer twee quarks gevormd worden. Er ontstaan dan dus weer mesonen en nog steeds geen losse quark.
De quarks en gluonen zijn onderdeel van de theorie van de sterke kernkracht: de kwantumchromodynamica (chromo betekent kleur). Deze theorie uit de jaren 60 en 70 is onderdeel van het standaardmodel van de deeltjesfysica.
De sterke kernkracht is zo sterk dat hij ook buiten het samengestelde deeltje merkbaar is. Dit is de zogenaamde residuele kernkracht. Dit is de kracht die ervoor zorgt dat protonen in een atoomkern ondanks hun afstotende kracht (door elektrische lading) toch bij elkaar blijven.

## Eigenschappen

### Elektrische lading
Quarks hebben een fractionele elektrische lading van -1/3 of 2/3 van de elementaire lading, afhankelijk van het type. Up-, charm- en topquarks (up-type quarks) hebben een lading van 2/3, terwijl down, strange, en bottomquarks (down-type quarks) een -1/3 lading hebben. Antiquarks hebben de tegengestelde lading van hun respectievelijke tegenhangers. Omdat de elektrische lading van een hadron de som is van de ladingen van de quarks waaruit het bestaat, is de waarde van de lading van alle hadronen een geheel getal: de combinatie van drie quarks (baryonen), drie antiquarks (antibaryonen), of een quark en een antiquark (mesonen) resulteert altijd in een lading in de vorm van een geheel getal.

### Tabel van de eigenschappen
Hier een tabel met alle bekende quarks. Overigens heeft iedere quark drie varianten (de drie kleuren) die steeds in elkaar overgaan: gluonen dragen kleurlading van de ene naar de andere quark. Ook heeft iedere variant een antideeltje. Voor meer eigenschappen van de quarks, zie de lijst van elementaire fermionen.
| Generatie | Zwak isospin | Smaak  | Naam          | Symbool | Lading (e) | Massa           |
| --------- | ------------ | ------ | ------------- | ------- | ---------- | --------------- |
| 1         | + ½          | Iz=+ ½ | upquark       | u       | +2/3       | ≈ 2,3 MeV/c2    |
| 1         | − ½          | Iz=− ½ | downquark     | d       | −1/3       | ≈ 4,8 MeV/c2    |
| 2         | + ½          | C=1    | charmquark    | c       | +2/3       | ≈ 1,275 GeV/c2  |
| 2         | − ½          | S=−1   | strange quark | s       | −1/3       | ≈ 95 MeV/c2     |
| 3         | + ½          | T=1    | topquark      | t       | +2/3       | ≈ 173,07 GeV/c2 |
| 3         | − ½          | B′=−1  | bottomquark   | b       | −1/3       | ≈ 4,18 GeV/c2   |

Naast quarks zijn er nog andere elementaire (ondeelbare) deeltjes: de leptonen en de krachtoverbrengende bosonen.

## Herkomst en uitspraak van het woordquark
Toen Gell-Mann in 1963 het woord quark bedacht had hij wel een uitspraak in gedachten, maar wist hij nog niet hoe het woord gespeld moest worden. Wat hem betrof had het net zo goed kwork kunnen zijn. Later, tijdens het herlezen van een passage uit de roman Finnegans Wake van de Ierse schrijver James Joyce, kwam hij het woord quark tegen, in de passage

— Three quarks for Muster Mark!

Sure he hasn't got much of a bark

And sure any he has it's all beside the mark.
Het woord quark was duidelijk bedoeld door de auteur om te rijmen op Mark en bark, wat niet overeenkwam met de door Gell-Mann gewenste uitspraak. Om toch zijn keuze te rechtvaardigen, stelt hij dat de zin mogelijk betekent Three quarts for mister Mark, omdat er wel vaker passages in het boek voorkomen waarin drank besteld wordt. De uitspraak van het woord quart ligt dicht bij de door Gell-Mann beoogde klank van quark. Ook het feit dat er sprake is van drie quarks kwam goed uit, omdat baryonen uit drie quarks bestaan.